# Бела Волта
Бела Волта или Накамбе, река у Буркини Фасо и Гани, у западној Африци. Извире у Буркини Фасо и тече југозападно око 640 km и улива се у језеро Волта у Гани. Представља главни ток реке Волта.